# Палчич, Матей
Матей Палчич (словен. Matej Palčič; родился 21 июня 1993 года, Копер, Словения) — словенский футболист, защитник клуба «Копер». Выступал за сборную Словении.

## Клубная карьера
Палчич — воспитанник клуба «Копер» из своего родного города. 6 апреля 2011 года в матче против «Целе» он дебютировал в чемпионате Словении. 13 июля 2013 года в поединке против «Крка» Матей забил свой первый гол за «Копер». В 2015 году он помог команде завоевать Кубок Словении. В начале 2016 года Палчич перешёл в «Марибор». 21 сентября в матче против своей бывшей команды «Копера» он дебютировал за новый клуб. В своём дебютном сезоне Матей стал чемпионом страны и завоевал национальный кубок.

## Международная карьера
10 июня 2017 года в отборочном матче чемпионата мира 2018 против сборной Мальты Палчич дебютировал за сборную Словении, заменив во втором тайме Нейца Скубица.

## Достижения
Командные
«Копер»
- Обладатель Кубка Словении — 2014/2015

«Марибор»
- Чемпионат Словении по футболу — 2016/2017
- Обладатель Кубка Словении — 2015/2016